# Игудесман, Алексей
Алексе́й Игу́десман (род. 22 июня 1973, Ленинград) — австрийский скрипач, композитор, дирижёр и комический актёр.

## Биография
Алексей Игудесман родился в Ленинграде, в музыкальной еврейской семье. Его отец, Самуил Игудесман, был скрипачом в Квартете имени Римского-Корсакова и концертмейстером оперного театра, мать, Нина Игудесман (урождённая Сухова) — пианистка и музыкальный педагог. В 1979 году, когда ему было 6 лет, семья эмигрировала в Германию (брат годом раньше поселился в США).
До двенадцати лет жил в Бремерхафене, затем был принят в престижную Школу Иегуди Менухина в Англии. С 1989 по 1998 год брал уроки скрипки у Бориса Кушнира во всемирно известной Венской Консерватории. Живёт в Вене.
Брат — американский скрипач  Леон (Леонид Самуилович) Игудесман (род. 1954), солист оркестра Оперного театра Сан-Франциско.

## Музыка
Музыкальные произведения Алексея Игудесмана публиковались в издательстве «Universal Edition». Они очень разнообразны. Наряду с его произведениями для скрипичного дуэта («Klezmer & More», «Celtic & More», «Latin & More») есть пьесы для скрипачей-школьников («Style Workout», «The Catscratchbook», «Pigs Can Fly»). В 2009 году Игудесман опубликовал свои первые две сонаты для скрипки, одну из которых он посвятил виртуозному скрипачу Юлиану Рахлину.
Произведения Алексея Игудесмана играют всемирно известные солисты, ансамбли и оркестры. И сам он, как пианист и как дирижёр, исполняет свои произведения вместе с Симфоническим оркестром Люцерна, Белградским симфоническим оркестром и другими.
В проекте «Violins of the World» Алексей играл дуэтом с Гидоном Кремером, Юлианом Рахлином, Янин Янсен и другими известными скрипачами.
Вместе с пианистом Ричардом Чу Хёнги (два виртуоза познакомились во время обучения в Школу Иегуди Менухина и с тех пор дружат) создал комический музыкальный дуэт Igudesman & Joo. Выступления дуэта построены на сочетании классической и поп-музыки с выраженным юмористическим акцентом.